# Sieglar

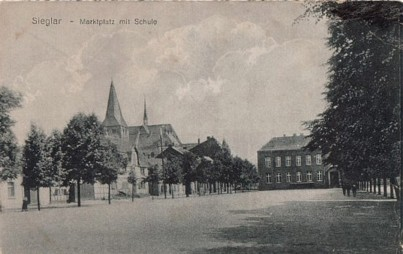
Marktplatz mit Schule, um 1915

Sieglar ist eine der zwölf Ortschaften von Troisdorf im nordrhein-westfälischen Rhein-Sieg-Kreis.

## Geschichte
Die ältesten urkundlich erwähnten Siedlungen im heutigen Troisdorfer Stadtgebiet sind Eschmar und Sieglar, die bereits 832 in einem Güterverzeichnis des Cassius-Stiftes genannt werden, Sieglar als marca Lareriorum vel in Fluvia Segen. 1555 war Sieglar Kirchspielort und Gerichtssitz im Amt Löwenburg. Ende des 18. Jahrhunderts lagen in Sieglar zwei Getreidemühlen und 1820 zwei Gerbereien. Für 1816 ist eine Glockengießerei in der Rathausstraße belegt.
1806 kam das Amt Löwenburg, und damit auch Sieglar, an das napoleonische Großherzogtum Berg und Sieglar bildete seit dem 8. März 1809 eine Mairie im Kanton Siegburg.
Bis 1927 gehörte die Gemeinde Sieglar zur Bürgermeisterei Sieglar. Sie hatte eine Fläche von 2377 ha. 665 davon waren Ackerland und 1004 Holzungen. Zur Gemeinde gehörten bis 1918 außer Sieglar selbst die Orte Oberlar mit damals 75 Häusern und über 400 Einwohnern und Forsthaus Telegraph mit vier Einwohnern.
Die Gemeinde Sieglar hatte 1885 insgesamt 395 Wohnplätze (einschließlich unbewohnter) mit 425 Haushaltungen (einschließlich Anstalten). Von den 2071 Einwohnern waren 1080 Männer und 991 Frauen.
1885 gab es in der Gemeinde 2.026 Katholiken, drei Bürger evangelischen Glaubens und zwölf Juden. Es gab eine eigene katholische Gemeinde mit der Pfarrkirche St. Johannes vor dem Lateinischen Tore im Ort, die evangelischen Bürgerinnen und Bürger wurden von der Kirchengemeinde Siegburg mitbetreut.
Im Zuge der kommunalen Neugliederung des Raums Bonn wurden am 1. August 1969 die Ortschaften Bergheim, Eschmar, Kriegsdorf, Müllekoven, Oberlar, Sieglar und Spich der Gemeinde Sieglar in die Stadt Troisdorf eingegliedert. In Sieglar war von 1990 bis 2000 die Botschaft der Mongolei in der Bundesrepublik Deutschland am Regierungssitz Bonn ansässig (→ Eintrag in Botschaftsliste).
Im August 2007 feierte Sieglar auf dem Marktplatz seinen 1175. Geburtstag.

### Einwohnerentwicklung
| Jahr | Einwohner |
| ---- | --------- |
| 1816 | 928       |
| 1843 | 1.292     |
| 1871 | 1.718     |
| 1905 | 3.277     |
| 1914 | 4.485     |
| 1939 | 12.711    |
| 1967 | 25.246    |

Einwohnerzahl von 1939 und 1967 zusammen mit den damaligen Gemeindeteilen Bergheim, Müllekoven, Eschmar, Kriegsdorf, Oberlar und Spich.

## Gemeindeleben
Auch heute sehen sich die Bewohner eher als „Sieglarer“ (Löörer oder Lööre Oohse) und weniger als „Troisdorfer“. Von Spielplätzen über Kindergärten bis hin zu mehreren Schulen sind alle Einrichtungen für Kinder und Jugendliche dort angesiedelt, es gibt ein Krankenhaus, zwei Kirchen, Seniorentreffs und ein Pflegeheim, die zentrale Feuer- und Rettungswache der Stadt, eine Außenstelle der Stadtbibliothek und ein Bürgerhaus, in dem nicht nur gefeiert werden kann, sondern das auch oft für kulturelle Inszenierungen genutzt wird.

## Bildung
Die Gertrud-Koch-Gesamtschule und das Heinrich-Böll-Gymnasium bilden das Sekundarstufenzentrum in Sieglar und werden in Ganztagsform betrieben.
Im Georg-Kerschensteiner-Berufskolleg des Rhein-Sieg-Kreises in Troisdorf (GKB), das sich am Schulzentrum Sieglar befindet, werden Berufsschüler und Studierende verschiedener Ausbildungszweige und Bildungsgänge unterrichtet. Hier finden sich Berufsfachschulen, Fachoberschulen und höhere Berufsfachschulen sowohl technischer als auch sozialer Fachrichtungen. An den Fachschulen werden neben Sozialpädagogen und Heilerziehungspfleger auch Techniker der Fachrichtung Maschinenbau sowie Kunststoff- und Kautschuk-Technologie in Voll- und Teilzeitform ausgebildet. Am beruflichen Gymnasium Erzieher (AHR) sowie am beruflichen Gymnasium Gesundheit kann in 3 Jahren die allgemeine Hochschulzugangsberechtigung erworben werden.
Ebenfalls am Schulzentrum gelegen ist die Schule am Rotter See mit dem Förderschwerpunkt Emotionale und soziale Entwicklung.

## Sehenswürdigkeiten

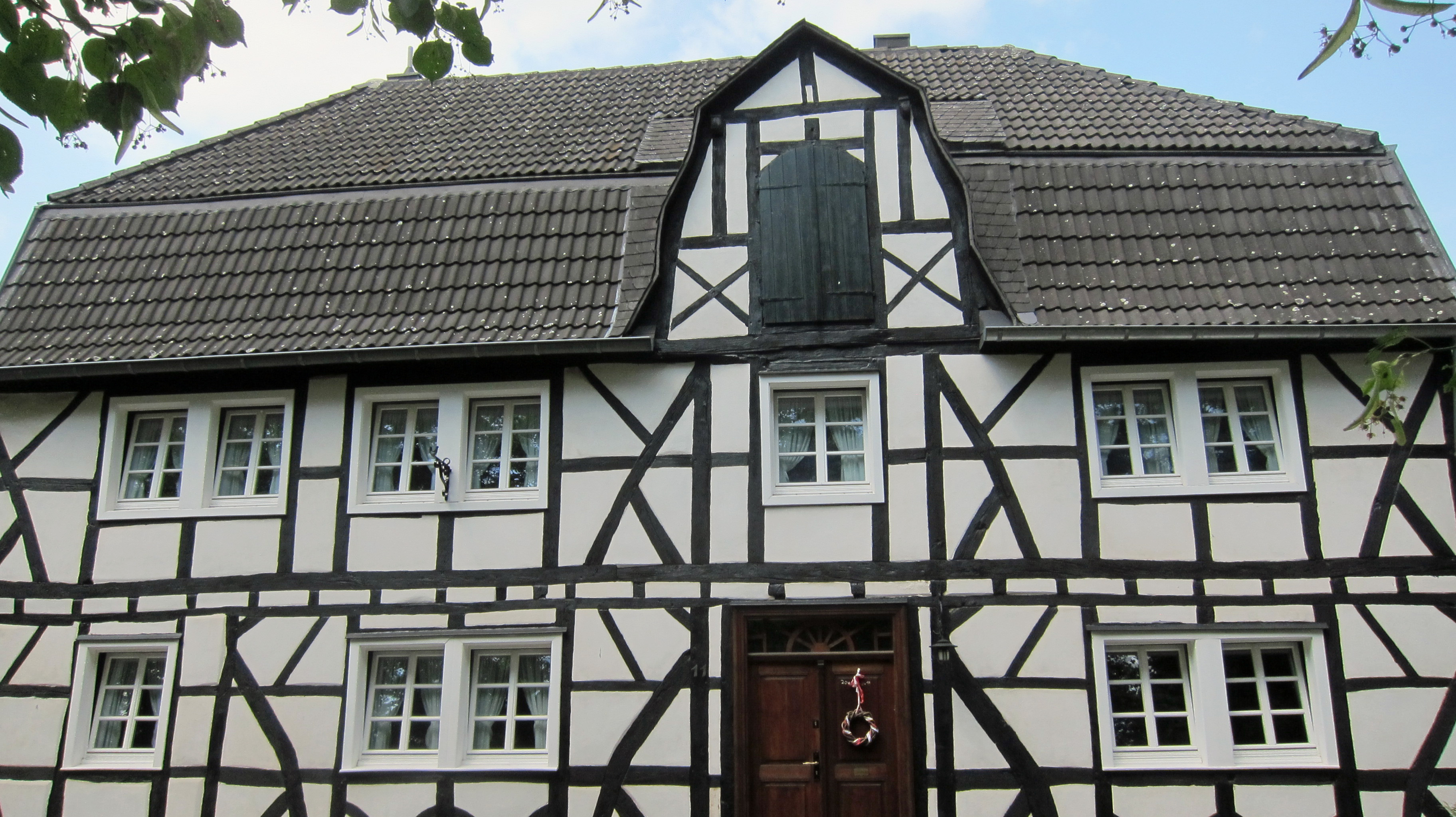
Haus am Marktplatz, Sieglar

In die Liste der Baudenkmäler in Troisdorf sind für Sieglar zahlreiche Anwesen aufgenommen worden. Neben der Pfarrkirche St. Johannes gehören dazu
- die Sieglarer Fachwerkhäuser[12]
- die Sieglarer Mühle
- das klassizistische Pfarrhaus in der Meindorfer Str. 5
- das ehemalige Rathaus Sieglar von 1908/1909, Rathausstr. 21
- die alte Schule am historischen Marktplatz
- der Alte Friedhof Sieglar

### Pfarrkirche St. Johannes
Zwischen 1822 und 1802 entstand die auf das 12. Jahrhundert zurückgehende Pfarrkirche St. Johannes vor dem Lateinischen Tore in ihrer heutigen Bauform. Die Kirche ist unter der Nummer A197 in der Liste der Baudenkmäler in Troisdorf verzeichnet.

## Persönlichkeiten

### Söhne und Töchter der Ortschaft
- Petrus Iverni (* vor 1166), auch genannt Petrus Iverni de Sigelar, im Wunderbuch von Rocamadour (Lot) genannter Pilger[13][14]
- Johann Lair (* 1476 in Sieglar; † 1554 in Siegburg), auch genannt John Siberch (hergeleitet von seinem Wohnort Siegburg), gründete 1520 die Universitätsdruckerei in Cambridge (England)
- Johannes Overath (* 15. April 1913 in Sieglar; † 24. Mai 2002 in Köln), katholischer Theologe und Priester
- Walter Bieber (* 20. Oktober 1948 in Sieglar; † 20. Januar 2017 in Troisdorf), Politiker (SPD), Mitglied des Landtags von Nordrhein-Westfalen
- Joseph Overath (* 1950), römisch-katholischer Theologe, Priester und Autor
- Rolf „Rocco“ Klein (19. Februar 1951 in Sieglar; † 2. Januar 2015 in Bad Breisig), Musiker
- Günter Assenmacher (* 3. März 1952 in Sieglar), Offizial des Erzbistums Köln
- Jörg Bendix (* 12. April 1961 in Troisdorf-Sieglar), deutscher physischer Geograph und Professor an der Universität Marburg
- Udo Kragl (* 1961), Chemiker und Biotechnologe, Professor für Technische Chemie an der Universität Rostock
- Frank Baquet (* 16. Juni 1964 in Sieglar), zeitgenössischer, freischaffender Fotokünstler
- Frank Brodehl (* 30. August 1971 in Troisdorf-Sieglar), Historiker und Sonderschullehrer, Mitglied des schleswig-holsteinischen Landtags 2017 bis 2022
- Saša Kekez (* 24. Januar 1983 in Troisdorf-Sieglar), deutscher Schauspieler kroatischer Herkunft
- Sophie Moser (* 29. Mai 1984 in Troisdorf-Sieglar), deutsche Geigerin und Schauspielerin
- Lena Schöneborn (* 11. April 1986 in Troisdorf-Sieglar), Olympiasiegerin im Modernen Fünfkampf 2008 Peking
- Pia Knobloch (* 22. August 1993 in Sieglar), Fußballspielerin
- Henrik Schütz (* 25. Juli 1993 in Sieglar), Journalist

### Mit Sieglar verbunden
- Franz Boehm (* 3. Oktober 1880 in Westpreußen; † 13. Februar 1945 in Dachau), Pfarrer in Sieglar während des Nationalsozialismus, Widerstandskämpfer und Märtyrer